# 三穗金茅
三穗金茅（学名：Eulalia trispicata）为禾本科金茅屬下的一个种。

## 扩展阅读
- 維基物種上的相關：三穗金茅